# ابهام (بازی ویدئویی)
ابهام (به انگلیسی Obscure) عنوان یک بازی ویدئویی ترسناک در سبک سوروایول هارور است که در سال ۲۰۰۴ در اروپا و در سال ۲۰۰۵ در آمریکا برای ویندوز و کنسول‌های پلی استیشن ۲ و ایکس باکس عرضه شد.

## خلاصه داستان
چهار دوست به نام‌های جاش، استن، شنون و اشلی پس از ناپدید شدن دوستشان کنی، تصمیم می‌گیرند او را پیدا کنند. جستجوی آن‌ها منجر به گیر افتادنشان در دبیرستان لیدمور در طول شب می‌شود. در حالی که در محوطه مدرسه به دنبال سرنخ می‌گردند، با موجودات عجیبی مواجه می‌شوند که به نور حساس هستند - نور چراغ قوه آن‌ها را ضعیف می‌کند و نور مستقیم خورشید می‌تواند آن‌ها را از بین ببرد.
در همین حال، کنی با دانش‌آموز دیگری به نام دن آشنا می‌شود. آن‌ها سعی می‌کنند با هم فرار کنند، اما دن توسط یکی از این موجودات کشته می‌شود.
با ادامه تحقیقات، دانش‌آموزان به توطئه‌ای پی می‌برند که آقای فریدمن، مدیر مدرسه، در آن دخیل است. او دانش‌آموزان را ربوده و آن‌ها را با هاگ‌های گیاهی نادر آفریقایی به نام مورتیفیلیا آلوده می‌کند، چرا که معتقد است این کار به آن‌ها زندگی ابدی خواهد داد. همچنین آن‌ها متوجه می‌شوند که هربرت و دستیارش الیزابت، با وجود بیش از ۱۰۰ سال سن، ظاهری ۶۰ ساله دارند، چون با موفقیت روی یکدیگر آزمایش کرده‌اند.
در طول این ماجراها، دانش‌آموزان در معرض هاگ‌های این گیاه قرار می‌گیرند. هربرت توسط پروفسور والدن که سعی دارد خود را از این آلودگی نجات دهد، کشته می‌شود. با دیدن این صحنه، لئونارد، برادر هربرت، خشمگین می‌شود، والدن را می‌کشد و به هیولایی بزرگ تبدیل می‌شود. دانش‌آموزان موفق می‌شوند او را شکست دهند.
گروه به سالن ورزشی بازمی‌گردند تا با تزریق پادزهر خود را درمان کنند. اگرچه لئونارد دوباره به آن‌ها حمله می‌کند، اما بار دیگر شکست می‌خورد و در نور خورشید جان می‌سپارد. دانش‌آموزان در نهایت از این کابوس شبانه نجات پیدا می‌کنند.